# Пустырник сибирский
Пустырник сибирский (лат. Leonurus sibiricus) — вид растений рода Пустырник (Leonurus) семейства Яснотковые (Lamiaceae).

## Ботаническое описание
Однолетнее или двулетнее травянистое короткокорневищное растение с одиночными или многочисленными, прямостоячими, ветвистыми стеблями высотой 15—100 см. Стебли и листья опушены короткими, прижатыми, вниз направленными волосками. Листья в очертании широкояйцевидные, до основания рассечённые на 3 дольки.
Цветки собраны в расставленные мутовки, образующие длинное соцветие. Цветение в июне—августе, плоды созревают в августе—сентябре.

## Хозяйственное значение и применение
Траву в народной медицине применяют в качестве седативного и нейролептического средства наряду с пустырником сердечным (Leonurus cardiaca) и пустырником пятилопастным (Leonurus quinquelobatus) .